# Список серий аниме «Самурай Чамплу»
Эпизоды сериала были спродюсированы Manglobe, вместе с автором сценария и режиссером Синъитиро Ватанабэ. Премьера первого эпизода состоялась в Японии на Fuji Television 20 мая 2004 года, а завершающий эпизод вышел в эфир 19 марта 2005 года. Всего было представлено 26 серий. Эпизоды были собраны в томах DVD в Японии, первый из которых был выпущен 1 августа 2004 года, а последний  тринадцатый - 24 августа 2005 года.
Geneon Entertainment лицензировал шоу для распространения в Северной Америке в июне 2004 года. Funimation выпустила коллекцию DVD 24 мая 2011 года.
| 1 | Буря и натиск «Storm and Stress / Shippū Dotō» (疾風怒涛)                                                    | Синичиро Ватанабэ | Синдзи Обара      | 20 мая 2004 года      |
| Мугэн приходит в чайный дом, где Фуу работает официанткой. Мугэн предлагает выпроводить кучку неприятных клиентов, которые доставляют неудобства Фуу, в обмен на 50 рисовых шариков. Однако та не соглашается. После этого Фуу своими действиями создаёт неприятную для себя ситуацию, пролив чай на сына мэра города. В качестве расплаты сын префекта указывает отрезать ей несколько пальцев. Она кричит, что даст 100 рисовых шариков Мугэну, и тот спасает её. В то же время Дзин, стоический молодой ронин в одежде самурая, убивший до этого троих фехтовальщиков мэра, входит в чайный дом, не подозревая о том, что происходит внутри. Мугэн ошибочно принимает Дзина за одного из фехтовальщиков мэра и нападает на него. Схватка переходит в затяжной поединок между ними. Однако один из телохранителей сына мэра, которому Мугэн отрубил руку в бою, возвращается в заведение и поджигает чайный дом. Мугэн и Дзин, несмотря на окружающий их дым и пламя, пытаются продолжать поединок, но теряют сознание, надышавшись угарного газа. Очнувшись, Дзин и Мугэн обнаруживают, что они были арестованы и должны быть казнены на следующий день по приказу мэра города за смерть его сына, который сгорел в чайной во время пожара. До казни их пытают. Фуу пробирается к ним, чтобы освободить, но терпит неудачу. Приходит время казни, однако у них получается избежать её. Освободившись, они убивают охранников мэра, а Дзин непосредственно убивает самого гнусного мэра. Тем временем Фуу взрывает два мощных фейерверка на площади, таким образом отвлекая внимание остальных бойцов. После того как Мугэн и Дзин уходят с места происшествия, они хотят продолжить бой между собой, но благодаря предложению Фуу и фортуне, а также догоняющих их людей мэра не делают этого. Фуу просит Дзина и Мугэна помочь ей в поисках «самурая, пахнущего подсолнухами», таинственного мужчины, которого Фуу едва может описать. Тем не менее, она полна решимости и нуждается в помощи двух искусных воинов, таких, как Мугэн и Дзин. | |                   |                   |                       |
| 2 | Ад кромешный «Veritable Pandemonium / Hyakkiyakō» (百鬼夜行)                                                 | Такеши Есимото    | Синдзи Обара      | 3 июня 2004 года      |
| У троицы не хватает денег на жилье и еду. Пытаясь раздобыть еду, они подслушивает разговор группы самураев об уродливом великане, который убивает и ест людей. Мугэн предлагает убить того после получения информации от владельца гостиницы, который, как выяснилось, солгал, чтобы привести их к Рюдзиро, сыну префекта, чтобы отомстить Мугэну за отрубленную ему руку. Рюдзиро убивает хозяина гостиницы после того, как его роль завершена, и выясняется, что он нанял людоеда по имени Онивакамару, который застает Мугэна врасплох и похищает Фуу, в то время как Дзин сражается с наемным убийцей, который заманил его на окраину деревни. Фуу удается подружиться с Онивакамару, но вскоре Рюдзиро посылает его убить Мугэна. Онивакамару затем убивает Рюдзиро, чтобы спасти Фуу, а его убивает Мугэн, в то время как убийца, сражающийся с Дзином, уступает, так как видит, что его клиент уже мертв. | |                   |                   |                       |
| 3 | По молчаливому согласию. Часть 1 «Tacit Understanding 1 / Ishindenshin sono ichi» (以心伝心 其之壱)          | Синтаро Инокава   | Синдзи Обара      | 10 июня 2004 года     |
| На развилке дорог Мугэн и Дзин обманывают Фуу и бросают ее. Мугэн идет в трактир и крадет еду у банды, приводя их в ярость, затем завязывается драка. Их лидер Нагатоми впечатлен способностями Мугэна и нанимает его в качестве телохранителя вместо своего собственного телохранителя Ишимацу. Позже Дзин ест в том же заведении, но не может заплатить за еду и соглашается работать наемником у Соске, наследника якудза Кавара. Соске изо всех сил борется с соперником якудза Нагатоми, потому что его похожая на сестру подруга Осузу была вынуждена заниматься проституцией, чтобы погасить долг своего отца, в том же борделе, в котором Фуу, когда её схватили, была вынуждена работать. Мугэн снова сталкивается с Дзином, когда охраняет Соске, чтобы проникнуть на территорию Нагатоми в попытке спасти Осузу, но Фуу прерывает их борьбу. Дзин и Соске убегают, используя светошумовые бомбы, а Нагатоми отказывается идти за ними. | |                   |                   |                       |
| 4 | По молчаливому согласию. Часть 2 «Tacit Understanding 2 / Ishindenshin sono ni» (以心伝心 其之弐)            | Хиротака Эндо     | Синдзи Обара      | 17 июня 2004 года     |
| Мугэн призывает Нагатоми захватить территорию Кавары силой, но Нагатоми отказывается, объясняя, что получение их территории законными средствами более эффективно. Кроме того, Нагатоми обсуждает свои планы управления землей с помощью контроля, с чем Мугэн не согласен и покидает банду. Когда Дзин удерживает Соске от спасения Исузу, тот случайно убивает человека, принадлежащего к банде Нагатоми, и попадает в плен. Нагатоми противостоит отцу Соске, Хейтаро, и они оба соглашаются рискнуть: жизнью Соске или территорией клана Кавара. В ночь азартной игры Фуу сбегает из борделя, но её принимают за игрока в кости. Когда Хэйтаро проигрывает, он вместо этого совершает сеппуку. Мугэн затевает очередную драку, в то время как Нагатоми был убит своим предыдущим, озлобленным телохранителем Ишимацу. Затем Соске предлагает Ишимацу вернуться на работу к Каваре, но тот отказывается и погибает в бою против Мугэна. | |                   |                   |                       |
| 5 | Полное равнодушие «Utter Indifference / Bajitōfū» (馬耳東風)                                                 | Сайо Ямамото      | Дай Сато          | 24 июня 2004 года     |
| Фуу, Мугэн и Дзин идут в идзакая, чтобы поесть, где Фуу встречает художника укиё-э Хисикаву Моронобу. Тем временем детектив по имени Секами Манзу (Манзу-пила) пытается найти человека, ответственного за торговлю рабами. В то время как Мугэн и Дзин отправляются за деньгами, Хисикава уговаривает Фуу позировать ему для своего рисунка в обмен на деньги. Дзин играет в настольную игру со стариком, в то время как Мугэн избивает уличных панков, чтобы получить деньги. Когда Хисивака заканчивает свою картину, якудза похищают Фуу. Хисивака пытается спасти Фуу, объясняя, что он присоединился к якудзе, чтобы получить больше денег, так как его картины не привлекали клиентов и его избивают. Мугэн находит избитого Хисиваку, и помогает спасти Фуу от якудзы. Появляется Манзу и арестовывает старика, с которым играл Дзин, а также женщину за то, что она возглавляла банду работорговцев. Хисивака говорит Фуу, что он никогда ее не забудет, и планирует поехать в Голландию, чтобы осуществить свою мечту стать художником. Выясняется, что Хисивака не сбежал в Голландию, но его рисунок Фуу позже вдохновил Винсента Ван Гога. | |                   |                   |                       |
| 6 | Рыжий чужеземец «Redheaded Foreigner / Akage Ijin» (赤毛異人)                                                | Акира Есимура     | Синдзи Обара      | 1 июля 2004 года      |
| Поиски троицы в основном идут в южном направлении через самый большой Японский остров Хонсю. Фуу, Мугэн и Дзин путешествуют вдоль тихоокеанского побережья острова, и в результате прибывают паромом в столицу Токугава, Эдо. Надеясь заработать денег, они участвуют в конкурсе едоков и проигрывают один за другим. Победитель конкурса, необычной внешности, обещает вернуть Дзину и Мугэну заложенные в конкурсе вещи, если они проведут ему экскурсию по самым интересным местам города. Исследуя город вместе с таинственным рыжеволосым незнакомцем, они ходят по шумным улицам, попадают в район Ёсивара и идут на представление театра кабуки. В конечном счёте, оказывается, что их спутник — скрытный голландец, Исаак Китчен, глава японского представительства голландской Вест-Индской торговой компании. Китчен сбежал с поста, надеясь, что в японском обществе он сможет найти поддержку своих гомосексуальных наклонностей. Перед тем как вернуться на службу, Исаак отвечает на вопросы Фуу по поводу самурая пахнущего подсолнухами. Китчен говорит, что именно голландцы завезли подсолнухи в Японию. После того как Фуу показывает ему брелок, который принадлежал таинственному самураю — маленькое украшение в виде черепа — Китчен говорит ей спрятать этот брелок и никому не показывать, так как это очень опасная вещь, а также советует идти в Нагасаки, где она непременно сможет узнать больше информации о разыскиваемом. Следуя совету Исаака Китчена, троица начинает своё путешествие в Нагасаки, портовый город на острове Кюсю, третий по величине и наиболее южный остров среди четырёх главных островов в японском архипелаге. | |                   |                   |                       |
| 7 | Кругом враги «Surrounded on all Sides / Shimensoka» (四面楚歌)                                               | Такеши Есимото    | Сейко Такаги      | 8 июля 2004 года      |
| В то время как Фуу, Дзин и Мугэн собираются поесть супа, кошелек Фуу крадет местный городской вор-карманник Синсукэ. Он так же похищает ценную вещь у одно из горожан. Мугэн и Дзин ищут воришку по всему городу и узнают где тот живёт. Они врываются в дом, но обнаруживают лишь больную мать Синсукэ. Дзин и Мугэн предлагают Фуу понаблюдать за домом. В украденом футляре оказываются наркотики. Синсукэ пытается продать их, чтобы купить лекарство для лечения матери. Поздно ночью Синсукэ возвращается домой к матери, которая беспокоится, что её сын занимается делами за которые ему потом будет стыдно смотреть людям в глаза. Фуу подслушивает их разговор, возвращается к Дзину с Мугэном, но не рассказывает, что видела воришку. На следующее утро она возвращается к тому дому, но ее ловит мать Синсукэ, которая решила, что Фуу может быть девушкой её сына. Мать Синсукэ ведет Фуу в дом, где объясняет свою ситуацию: отец Синсукэ бросил семью много лет назад, оставив его заботиться о ней, и она беспокоится о том, чем Синсукэ занимался в последнее время. Позже той же ночью Синсукэ посещает врача, который помогает ему с лечением матери. К сожалению, нынешние методы лечения врача не могут помочь матери Синсукэ, а высококачественные лекарства, которые могли бы её вылечить, слишком дороги. На следующее утро Фуу ловит Синсукэ и пытается вернуть украденые деньги, в это время на них нападает банда и они вынуждены спрятаться. Пережидая погоню, Фуу и Синсукэ общаются и раскрывают свое прошлое. Мугэн вступает в банду, чтобы спасти Фуу, а Синсукэ убегает из убежища, но упав с крыши оказывается в руках полицейского, который его убивает. На следующий день Фуу приходит к дому матери Синсукэ. Она говорит неправду, что пришла повидать её сына и не знает где он. Однако мать Синсукэ не верит Фуу, потому что интуиция подсказывает ей, что сына уже нет в живых. | |                   |                   |                       |
| 8 | Самомнение «Self-Conceit / Yuigadokuson» (唯我独尊)                                                          | Кейити Сасадзима  | Дай Сато          | 15 июля 2004 года     |
| По пути в Нагасаки безденежная и голодающая компания заходят в ломбард для того, чтобы сдать свои личные вещи в обмен на деньги и купить на них еды. Брокер отказывается брать вещи Фуу и меч Мугэна, но очень высоко оценивает очки Дзина. С трудом Мугэн и Фуу убеждают Дзина сдать свои очки в ломбард. На полученные деньги они пируют в местном идзакая. В этом заведении им представляется забавный, высокомерный и самоуверенный, но безобидный мужчина по имени Нагамицу, которому понравилась Фуу, и приятель, который создаёт звуковой фон (битбокс), в то время, как Нагамицу читает надменные монологи. В одном из своих монологов Нагамицу рассказывает, что надеется стать великим за счёт подобного пения и сделать популярным этот стиль, и не стесняется сообщать о своих амбициозных планах каждому встречному. Как записано в его автобиографическом свитке, он первоначально намеревался вызвать сёгуна на бой, полагая, что в случае победы станет самым великим человеком Японии. Однако, оказывается, что он по ошибке пришёл в замок в Осаке, вместо замка в Эдо, таким образом, поединок не состоялся. В Осаке, однако, он встретил человека по имени Огура, и тот присоединился к Нагамицу в качестве помощника. Огура рассказал Нагамицу про легендарного бойца по имени Мария Энсиро, который выдержал тысячу поединков. Узнав это, Нагамицу решил, что победа над Энсиро значительно повысила бы его репутацию. Однако вскоре Нагамицу был опять разочарован, узнав, что мастер Мария Энсиро был убит его лучшим учеником — Дзином. С того дня Нагамицу начал искать этого ученика, человека, носящего очки, по имени Дзин. Но когда Нагамицу наконец встречается с Дзином, он не успевает бросить ему вызов, так как Огура заявляет, что он учился в школе фехтования Мудзюсин, той же школе кэндзюцу, что и Дзин. Оказывается, что он следовал за хвастливым Нагамицу, надеясь, что однажды найдёт Дзина и отомстит ему за убийство учителя. Огура требует объяснений от Дзина по поводу предательства мастера Энсиро, но Дзин отвечает лишь то, что не предавал своего сэнсэя, хоть он и умер от его руки, но оправдываться Дзин не намерен. В ответ Огура обнажает меч и нападает, но Дзин одолевает его. Огура, сидя на земле и понимая, что побеждён, требует благородную смерть, но Дзин его не убивает. Тогда Огура говорит, что многие другие ученики Энсиро ищут его, чтобы убить, на что Дзин отвечает, что он готов их встретить, и просит это им передать, поэтому оставляет жизнь Огуре. | |                   |                   |                       |
| 9 | Горные черти «Evil Spirits of Mountain and Stream / Chimimōryō» (魑魅魍魎)                                   | Хиротака Эндо     | Дай Сато          | 22 июля 2004 года     |
| Мугэн, Дзин и Фуу пытаются пересечь контрольно-пропускной пункт Хаконэ по поддельным пропускам. Когда обман раскрывается, троицу приговаривают к смертной казни. Однако охранники предлагают Мугэну шанс спасти своих друзей; если он сможет доставить важный груз через лес, полный враждебных племен, и вернуться до захода солнца, Дзин и Фуу будут спасены. Мугэн замечает, что за ним следует группа воинов-жрецов, которые носят маски тэнгу, и попадает к ним в плен. Один из пограничных патрулей посылает человека по имени Яманэ следить за Мугэном и тот освобождает его из плена. Поднимается шум и пользуясь моментом Яманэ поджигает ближайшие заросли травы (оказалось, что это наркотики, называемые дьявольской капустой; марихуана), которые вызывают у Мугэна галлюцинации и он опаздывает. Как раз в тот момент, когда Фуу и Дзина собираются приговорить к смертной казни, запах дьявольской капусты вызывает у пограничного патруля галлюцинации. Фуу и Дзину удается сбежать, и они злятся, видя, как Мугэн, находясь под воздействием наркотика, весело проводит время в компании со жрецами-воинами. | |                   |                   |                       |
| 10 | Клин клином вышибают «Fighting Fire With Fire / Idoku Seidoku» (以毒制毒)                                    | Акира Есимура     | Тоуко Мачида      | 29 июля 2004 года     |
| Миновав контрольно-пропускной пункт Хаконэ, они останавливаются в маленьком городе, в котором в последнее время происходят странные уличные убийства сильнейших самураев. Мугэн вступает в сражение с убийцей, который оказывается учеником буддийского монаха, предоставившего Мугэну, Фуу и Дзину ночлег и пищу взамен на уборку территории монастыря. Их поединок прерывают городские жители, но они назначают следующую встречу в день полнолуния. Не зная, сможет ли одержать победу, Мугэн старательно тренируется в течение нескольких недель. Когда они снова встречаются под полной луной, Мугэну в тяжёлой схватке всё-таки удаётся одолеть противника, но не силой и умением, а хитростью. | |                   |                   |                       |
| 11 | Падший ангел «Fallen Angel / Daraku Tenshi» (堕落天使)                                                       | Сайо Ямамото      | Сейко Такаги      | 5 августа 2004 года   |
| Фуу, Мугэн и Дзин останавливаются в городе в очень дождливую ночь, пытаясь найти любую работу, какую смогут. В то время как Мугэн тренирует жука-носорога для турнира по боям жуков-носорогов, и в конечном итоге выигрывает, Дзин бесцельно бродит по округе, когда сталкивается с женщиной на мосту, и дает небрежные советы о том, как она может утопиться. Затем они идут к ларьку по продаже уличной еды, владелец которого дает им на время присмотреть за ларьком. Женщина очень умело привлекает посетителей и дела идут хорошо, но потом она признается, что на следующий день должна идти работать в бордель, чтобы оплатить карточные долги своего мужа, а зовут её Сино. На следующий день Дзин навещает Сино в борделе и покупает её компанию, чтобы ещё раз провести время вместе, а затем настаивает, чтобы она бежала с ним, когда становится свидетелям того, как муж Сино избивает ее. Когда они уходят, охранники борделя обнаруживают это и бросаются в погоню. Сино встречает своего мужа в последний раз, покупая у него собственную свободу, прежде чем Дзин сажает её в лодку, чтобы та нашла убежище на противоположном берегу. Стоя в лодке, Сино наблюдает за тем как Дзин убивает охранников, и они обмениваются последним взглядом. | |                   |                   |                       |
| 12 | Уроки прошлого «Learning from the Past / Onkochishin» (温故知新)                                             | Хиротака Эндо     | Синичиро Ватанабэ | 12 августа 2004 года  |
| После освобождения женщины Дзин и его два компаньона отдыхают некоторое время в гостинице. В то время как Фуу принимает ванну в горячих источниках, Дзин и Мугэн размышляют о том, что у них нет никаких зацепок о том, кто же этот самурай, пахнущий подсолнухами, и что Фуу им что-то не договаривает. Мугэн решает взять и прочитать её дневник. Из дневника Дзин и Мугэн узнают, что мать Фуу умерла за год до описываемых событий. Также Фуу размышляет в своём дневнике о приключившемся с ней с момента их встречи. Однако никакой информации о загадочном самурае в дневнике не оказывается. Этот эпизод представляет собой юмористический обзор того, что произошло до сих пор в "Самурай Чамплу", с точки зрения Фуу, которую, в свою очередь, критикуют Дзин и Муген. В конце концов они находят записку, написанную самой Фуу, в которой говорится, что она знала, что они попытаются прочитать её дневник, что приводит Мугена в ярость. | |                   |                   |                       |
| 13 | Дорогой тьмы ночной. Часть 1 «Dark Night's Road 1 / Anya Kōro sono ichi» (暗夜行路 其之壱)                   | Такеши Есимото    | Синдзи Обара      | 26 августа 2004 года  |
| Идя через лес, Мугэн чувствует запах моря. Вскоре они выходят на берег моря и вглядываются в бесконечную морскую гладь. Они путешествовали в южном направлении и находятся теперь на северо-восточном берегу залива Исе, большом, имеющем форму лагуны водном массиве вокруг центра юго-восточного побережья Хонсю. На берегу они замечают девушку, которая узнаёт Мугэна и подходит к ним. Внезапно на Мугэна и его компанию вылетает массивная рыболовная сеть и масса стрел. Мугэн и Дзин избегают сети и разрубают стрелы. Только Фуу попадается в сеть. Налётчики спрыгивают с утёса с намерением грабить свою добычу, но останавливаются после того, как их лидер узнаёт Мугэна и стреляет в воздух из пистолета. Мугэн и этот человек, имя которого Мукуро, давние знакомые. Мукуро говорит, что он удивлён тем, что видит живого Мугэна, так как считал, что он умер. Далее он объясняет, что их компании как раз нужны крепкие парни для пиратской работы, так как они собираются идти на крупное дело. Мугэн отказывается, потому что теперь он сам по себе. Также он заявляет, что путешествует с Фуу и Дзином, так как защищает девочку и пообещал ей найти одного человека. После разговора Мугэна с Мукуро Фуу подходит к девушке, знающей Мугена. Оказывается, что её зовут Кодза и главарь бандитов — её старший брат. Кодза объясняет, что она, Мукуро и Мугэн родились и росли вместе на архипелаге Рюкю, японской цепи островов, простирающейся между южным окончанием Кюсю и Тайванем. Она рассказывает, что это было трудное детство, похожее на ад, и что туда часто ссылались заключённые с четырёх главных островов Японии. Фуу говорит Кодза, что они втроём путешествуют в поисках таинственного самурая и находятся в настоящее время на пути к Нагасаки. Тогда Кодза советует им самый лёгкий путь к главной дороге в Нагасаки: переплыть залив по направлению к маленькому городу Исе. Фуу удивляется, думая, что они скорее утонут, чем переплывут его, но Кодза утверждает, что с таким человеком, как Мугэн, который вырос на острове и является опытным лодочником, переплыть залив им не составит никакого труда. Мугэн начинает искать на берегу подходящую лодку. Выяснилось, что Мугэн был приговорен к смертной казни за преступление, которое он совершил, и прыгнул в океан, пока Мукуро и Кодза наблюдали. Мукуро заставляет Мугэна присоединиться к нему в одном деле после победы в пари. Задача состоит в том, чтобы отправиться на правительственный корабль и попытаться украсть золото, и Мукуро тайно раскрывает Кодза, что планирует убить Мугэна, чтобы убрать свидетеля. Пока Мугэн сражается с правительственными чиновниками, Мукуро взрывает корабль, а Фуу в ужасе смотрит на это с берега. | |                   |                   |                       |
| 14 | Дорогой тьмы ночной. Часть 2 «Dark Night's Road 2 / Anya Kōro sono ni"» (暗夜行路 其之弐)                    | Шуко Мурасэ       | Синдзи Обара      | 2 сентября 2004 года  |
| Кодза просит Дзина убить Мукуро, чтобы отомстить за Мугэна, а Фуу находит тело Мугэна на берегу. Тем временем Мукуро и его помощник Сирэн (крот, которого он посадил на правительственный транспортный корабль), сидя в тайном месте, обсуждают план побега, когда станет безопасно. В то время как Мукуро представляет Кодза Сирэну, появляется Дзин и убивает Мукуро в отместку за Мугэна (Дзин считает, что он единственный, кто достоин убить Мугэна). Однако Дзин понимает, что Кодза обманула его, и, пытаясь найти её, он видит ослабленного Мугэна. Мугэн противостоит Сирэну и Кодза и без особых усилий убивает Сирэна. Мугэн понимает, что Кодза глубоко одинока, и вместо того, чтобы убить её, просто игнорирует и проходит мимо, оставляя в полном одиночестве. | |                   |                   |                       |
| 15 | Фальшивый улов «Through and Through / Tetto Tetsubi» (徹頭徹尾)                                              | Кадзуто Наказава  | Увадан Симофувато | 9 сентября 2004 года  |
| Во время неудачной рыбалки Дзину удается раздобыть кошелёк с деньгами, и троица выходит поесть. Однако банда, возглавляемая человеком по имени Гинса, пытается найти тот кошелёк, который оказался у Дзина. Выясняется, что деньги из того кошелька поддельные и не предназначены для публичного обращения. Бандиты полагают, что ответственность за кражу кошелька частично лежит на полицейском-агенте под прикрытием по имени Яцуха Имано. Дзин и Фуу отправляются спать в отель, в то время как Мугэн влюбляется в Яцуху и пытается заняться с ней сексом. Несмотря на то, что Яцуха пинает его в пах, Муген снова встает. Яцуха обещает заняться с Мугэном "чем-то очень удивительным", если тот поможет разобраться с Гинсой и его бандой. Пока это происходит, группа ниндзя нападает на Дзина, но ему удается уничтожить их одним быстрым ударом. После того, как все люди Гинсы были убиты, тот предпринимает последнюю отчаянную атаку на Мугэна, но Яцухе удается схватить его и арестовать всех, кто участвовал в операции. Мугэн снова пытается заняться сексом с Яцухой Имано, но она отвлекает его и вырубает. Яцуха приказывает одному из своих людей оставить находящегося без сознания Мугэна у дерева, где когда-то отдыхала Фуу. Удаляясь от того места, она говорит своему человеку, который беспокоится, чтобы бесчувственное тело не поклевали вороны, что этот парень станет её мужем, и как только “оба их путешествия завершатся” она обязательно его отыщет. | |                   |                   |                       |
| 16 | Растраченная жизнь. Часть 1 «Idling One's Life Away, first verse / Suiseimushi hito yume» (酔生夢死 ひと夢)  | Масато Миёси      | Кейко Нобумото    | 16 сентября 2004 года |
| Пока Фуу, Мугэн и Дзин идут лесной дорогой, они начинают ругаться по поводу деталей миссии по поиску самурая, который пахнет подсолнухами. Нетерпеливый и раздраженный, Мугэн сердито требует от Фуу информации об их путешествии, но Фуу упорно отказывается раскрывать все детали. После того как атмосфера между попутчиками окончательно накаляется, все трое расстаются и расходятся в разные стороны. Фуу ненадолго покидает ручная белка-летяга Момо. Преследуя её Фуу срывается с крутого уступа и падает в реку. На Мугэна нападает человек по имени Окуру (который принимает его за воина из клана Мацумаэ) и тот едва спасается бегством. Дзин подвергается нападению своего бывшего одноклассника Юкимару и прыгает со скалы, а Окуру в это время спасает Фуу и Момо из реки. Скрываясь, Мугэн попадает в засаду клана Мацумаэ, принявшего его за Окуру. | |                   |                   |                       |
| 17 | Растраченная жизнь. Часть 2 «Idling One's Life Away, second verse / Suiseimushi futa yume» (酔生夢死 ふた夢) | Хиротака Эндо     | Рёта Сугимото     | 23 сентября 2004 года |
| Мугэну удается сдержать клан Мацумаэ, а затем захватить члена клана, который рассказывает, что Окуру убил целую деревню клана и даже свою собственную жену и дочь. Фуу просит Окуру отправиться с ней на поиски самурая, пахнущего подсолнухами, но Окуру отказывается, так как его самого разыскивают за убийство правительственного посла. Дзин приходит в себя после схватки с Юкимару и подслушивает, как клан Мацумаэ говорит о Мугэне и Окуру. Мугэн снова встречает Окуру, и тот объясняет, что клан Мацумаэ принёс эпидемию в деревню, и ему пришлось поджечь её, чтобы предотвратить распространение болезни. Дзин слышит женский крик и обнаруживает Фуу, от которой узнает, что Юкимару использовал её в качестве приманки, чтобы выманить Дзина. Они дерутся, и Дзин убивает Юкимару. Они слышат взрывы, когда клан Мацумаэ прерывает борьбу Мугэна и Окуру. Мацумаэ стреляют и поражают Окуру своими горящими стрелами, а Мугэн нападает на них за то, что они прервали их бой. На следующий день троица воссоединяется и продолжает свое путешествие в Нагасаки. | |                   |                   |                       |
| 18 | Пером и мечом «Pen in One Hand, Sword in the Other / Bunburyōdō» (文武両道)                                  | Сайо Ямамото      | Дай Сато          | 22 января 2005 года   |
| Заказывая еду, Фуу понимает, что Мугэн неграмотен и не умеет читать. Учитель по имени Бундай решает научить Мугэна читать и правильно использовать свою чрезмерную силу во время обучения. Прогуливаясь по деревне, Фуу и Дзин видят, что деревня покрыта граффити. Этим занимаются два потомка старого мастера Дзина: Тацуношино и Кадзуносукэ. Дзин рассказывает, что, когда он был учеником мастера Нивы, то дал обещание учителю. Дзин согласился, что если с учителем что-нибудь случится, он позаботится о двух его сыновьях. Мугэн наконец-то научился читать, и трио узнает, что братья проведут конкурс граффити в замке Хиросима, а победитель получит Фуу и станет лидером нового додзё. Однако вместо этого Мугэн выигрывает конкурс, а человек по имени Уохори впечатлен братьями и предлагает им стать иконами стиля. Однако Бундай забирает братьев. В будущем станет известно, что именно Кадзуносуке и Тацуношино привнесли стиль граффити и чувство моды в регион Эдо. | |                   |                   |                       |
| 19 | Карма и возмездие «Karma and Retribution / Ingaōhō» (因果応報)                                               | Хиротака Эндо     | Сейко Такаги      | 29 января 2005 года   |
| Фуу ждет Дзина и Мугэна в сарае, когда врывается молодая женщина по имени Юри, пытающаяся спрятаться от шарлатана по имени Ксавьер III, который притворяется христианином, чтобы получить оружие. Юри замечает у Фуу брелок с черепом, и подтверждает, что это знак христианства. Головорезы Ксавьера врываются в сарай, вырубают Фуу и похищают Юри. В то время как троица пытается найти Юри, Фуу ловят, а Юри рассказывает, что отца Фуу зовут Кадзуми Сэйдзю. Мугэн и Дзин разоблачают Ксавьера III как обычного японца, который не является христианином, и Ксавьер III случайно убивает себя. На следующее утро троица прощается с Юри и отправляется на остров Икицуки на поиски отца Фуу. | |                   |                   |                       |
| 20 | Скорбная песнь. Часть1 «Generous Elegy 1 / Hikakōgai sono ichi» (悲歌慷慨 其之壱)                            | Такеши Есимото    | Синдзи Обара      | 5 февраля 2005 года   |
| Фуу, Мугэн и Дзин встречаются в пабе со слепой женщиной-бродячей музыкантшей по имени Сара. Из-за своей слепоты она способна чувствовать эмоции окружающих. Троица сближается с Сарой, особенно Мугэн. Однажды ночью Сара спрашивает Фуу, можно ли Дзину или Мугэну сопровождать ее во время поездки, и Фуу выбирает Дзина, думая, что Дзин откажется. Однако, к ее большому ужасу, Дзин соглашается и уходит с Сарой. И в ту же ночь на середине старого моста на Дзина нападает Сара (несмотря на то, что она слепа). | |                   |                   |                       |
| 21 | Скорбная песнь. Часть2 «Generous Elegy 2 / Hikakōgai sono ni» (悲歌慷慨 其之弐)                              | Акитоси Ёкояма    | Синдзи Обара      | 12 февраля 2005 года  |
| Дзин и Сара дерутся, но Саре удается одолеть его. Как раз перед тем, как Дзина собираются убить, он перерезает крепления старого моста, и оба падают в реку. На следующий день Мугэн и Фуу подслушали, как группа людей говорила о том, что мост разрушен, и понимают, что именно к мосту направлялись Дзин и Сара. Фуу и Мугэн находят Сару, и она лжет, что не смогла найти Дзина. Во время расследования Мугэн находит поврежденный инструмент и трость Сары и понимает, что она не та, за кого себя выдаёт. Пока Фуу пытается найти Дзина, Мугэн вступает в бой с Сарой. Мугэн поначалу ошеломлен необузданной силой Сары, и когда она уже собирается убить серьёзно раненого Мугэна, появляется Фуу и заслоняет собой тело Мугэна. Сара уходит. Дзин просыпается в хижине и встречает старого рыбака, который дает ему разные советы. Сара блуждает, пока не встречает мужчину в маске, который говорит, что ей нужно закончить свою работу, иначе её сын умрет. Дзин находит Фуу и Мугэна и рассказывает, что произошло и каким образом можно победить Сару, используя советы рыбака. Мугэн снова встречается с Сарой, и они начинают бой. Хотя поначалу силы равны, Сара одолевает его. Мугэн и Сара пытаются нанести удар вместе, но в последнюю секунду Сара отступает, в результате чего Мугэн смертельно ранит ее. Мугэн спрашивает Сару, почему та сдерживалась, и она отвечает, что ей больше незачем жить, потому что её сын уже умер. Разозлившись, Мугэн в порыве ярости бросает свое оружие. | |                   |                   |                       |
| 22 | Космические противоречия «Anger Shot Toward Heaven / Dohatsu Shōten» (怒髪衝天)                              | Сайо Ямамото      | Дай Сато          | 19 февраля 2005 года  |
| На обочине лесной дороги Мугэн натыкается на гриб мацутакэ. Фуу рассказывает, что продав эти грибы можно получить много денег, но Мугэн и Дзин просто объедаются сырыми грибами, а потом раздосадованная Фуу неожиданно проваливается в лаз, утягивая за собой Мугэна и Дзина. Троица оказывается в тоннеле, в котором им встречаются странные люди. Тоннель выводит их в каменоломни в которых странные люди ищут сокровища. Дзин и Мугэн соглашаются поработать там несколько дней в обмен на еду. Кормят их корнями васаби, обладающими консервирующим эффектом. Фуу начинает подозревать, что с людьми в этом месте происходит что-то неладное. | |                   |                   |                       |
| 23 | Единство мяча и души «Heart and Soul Into the Ball / Ichikyū Jikkon» (一球入魂)                              | Мицутака Нишитани | Синичиро Ватанабэ | 26 февраля 2005 года  |
| Эпизод посвященный вымышленной истории зарождения бейсбола в Японии. Детектив по имени Секами Манзу (Манзу-пила, первый раз он появляется в пятой серии) от тайного агента узнаёт о прибытии американского корабля. Американцы хотят вести бизнес с японцами силой (у японцев была изоляционистская политика, которая запрещает Японии торговать с иностранцами). Фуу, Мугэн и Дзин пытаются отправиться на острова Икицуки, где проживает "самурай, пахнущий подсолнухами" (отец Фуу), но сначала им нужно сыграть в бейсбол, чтобы отработать счёт за съеденый обед. Человек по имени Кагемару заставляет Фуу, Мугэна и Дзина играть в бейсбол со стариком Секами Манзу и собакой. В игре убивают Кагемару, а бейсбольная команда Мугэна выигрывает матч. | |                   |                   |                       |
| 24 | Круговорот судеб. Часть 1 «Circle of Transmigration 1 / Seishi Ruten sono ichi» (生死流転 其之壱)            | Такеши Есимото    | Синичиро Ватанабэ | 5 марта 2005 года     |
| Фуу, Мугэн и Дзин миновав Нагасаки, продвигаются к острову Икицуки в поисках самурая, пахнущего подсолнухами. Кэнсай «Рука бога», величайший и сильнейший фехтовальщик всего сёгуната по имени Кария Кагэтоки по приказу сёгуна должен убить и Мугэна, и Дзина, а также отца Фуу и всех членов его семьи после того, как услышал, что один из них убил Сару. Сёгунат желает помешать этой встрече, потому что отец Фуу - Кадзуми Сэйдзю - был одним из лидеров христианского восстания Симабара. Во время очередного привала все трое рассказывают чем они занимались до встречи. Тем временем трио убийц выслеживают Мугэна, Дзина и Фуу, при этом они убивают всех свидетелей стоящих у них на пути. Под предлогом покупки сувенира "касутэра" Фуу отправляет Дзина и Мугэна обратно в город. В кошельке с деньгами она оставляет записку, в которой прощается с ними обоими и благодарит за все приключения, которые они пережили вместе, но на остров она должна отправиться одна, чтобы встретиться со своим отцом. Прибыв на остров, Фуу отчаяно пытается найти хоть кого-нибудь, кто знаком или знает что-либо о Кадзуми Сэйдзю, однако, услышав это имя, почти все жители деревни отказываются с ней разговаривать. Одна женщина, после того как Фуу помогла её сыну, советует той идти к мысу в северной части острова. Кария Кагэтоки встречает Дзина и Мугэна на пустом причале и бросает им вызов, а на Фуу, идущую по дороге среди подсолнухов, нападает один из троицы убийц. | |                   |                   |                       |
| 25 | Круговорот судеб. Часть 2 «Circle of Transmigration 2 / Seishi Ruten sono ni» (生死流転 其之弐)              | Кадзуто Наказава  | Синичиро Ватанабэ | 12 марта 2005 года    |
| Мугэн сражается с Кария Кагэтоки, и во время схватки Кария хвалит необузданный талант и непредсказуемость Мугена, но отмечает, что у него нет навыков, чтобы победить его. Кария сбрасывает Мугэна с насыпи над причалом в воду. Фуу попадает в руки одного из троицы убийц - Уманосукэ. Во время одной из атак Карии на Мугэна и Дзина, появляется второй из троицы убийц - Дэнкибу и сообщает, что если Мугэн и Дзин не отправятся в церковь на острове Икицуки, то Фуу умрет. Дзин говорит Мугэну идти, тот в конце концов соглашается и уплывает на только что подошедшей лодке. Кария Кагэтоки раскрывает себя и вызывает Дзина на бой. Именно Кария был причиной случившихся бед Дзина: он пытался получить контроль над додзё Мудзюсин, в котором обучался Дзин, для того, чтобы готовить в ней ассасинов. Дзин был категорически против подобного направления обучения в додзё, и поэтому Кария приказал мастеру Мария Энсиро убить Дзина. Защищаясь, Дзин был вынужден убить своего сэнсэя, после чего бежал из додзё. Также Кария следил за их путешествием с самого начала, надеясь, что они приведут его к отцу Фуу, Кадзуми Сэйдзю — самураю, пахнущему подсолнухами — так как в прошлом он был лидером христианского восстания против сёгуната и его приказано убить. Кагэтоки и Дзин говорят о том, что эпоха самураев вот-вот закончится, и снова сражаются, причем Кагэтоки, по-видимому, убивает Дзина. Тем временем Дэнкибу нападает на Мугэна в лодке, и Мугэн убивает его, сам будучи серьезно ранен. Мугэн обнаруживает, что Уманосукэ держит Фуу в плену. Оказывается, что Дэнкибу, Уманосукэ и Тубэ - братья, которые желают отомстить Мугэну за то, что в прошлом, во время одного из пиратских грабежей, тот напал на корабль, который они охраняли, сделал их калеками, в то время как ответственность за грабёж возложили на них же самих, и таким образом опозорили и обесчестили. Мугэн предлагает отдать свой меч, если Уманосукэ отпустит Фуу, и тот соглашается. Уманосукэ не препятствует уходу Фуу и злобно нападает на Мугэна. Фуу из последних сил бежит к хижине. Кария плывет в лодке по направлению к острову. | |                   |                   |                       |
| 26 | Круговорот судеб. Часть 3 «Circle of Transmigration 3 / Seishi Ruten sono san» (生死流転 其之参)             | Сайо Ямамото      | Синичиро Ватанабэ | 19 марта 2005 года    |
| Фуу встречает своего отца Кадзуми Сэйдзю. Он серьёзно болен и почти ослеп. Фуу эмоционально описывает почему ненавидит отца, но не будет мстить из-за его плачевного состояния. Прибывает Кария Кагэтоки и позволяет Сэйдзо Касуми сказать свои последние слова дочери, прежде чем убить того, а Фуу в ужасе наблюдает за этим. После убийства отца Кария сообщает, что теперь должен убить всех членов его семьи и последователей. Фуу убегает по направлению к обрыву, а Кария спокойно её преследует. На краю обрыва Кария собирается убить Фуу, но с удивлением видит, что Дзин пережил их предыдущую встречу. Дзин и Кария Кагэтоки снова вступают в схватку, и Дзин убивает Кария, используя секретный ход. Тем временем Уманосукэ безжалостно нападает на серьёзно раненого Мугэна, отбросившего свой меч ради свободы Фуу. Во время этой схватки Мугэн использует спрятанный кинжал, чтобы ранить Уманосукэ, но промахивается, однако небольшое замешательство противника позволяет ему вернуть свой меч. Эти двое продолжают свою битву, и церковь рушится. Мугэну, используя хитроумный приём, удается убить Уманосукэ, а Тубэ использует оружие и взрывчатку в своем инвалидном кресле, чтобы попытаться убить Мугэна, но это не работает. Фуу и Дзин слышат взрыв и видят Мугэна едва живым. Поскольку они успешно привели Фуу к ее отцу, эти двое соглашаются сражаться друг с другом, а Фуу пытается заставить их остановиться. Оба их клинка разбиваются при ударе, а они падают без сил. Очнувшись утром в хижине отца Фуу, Дзин признает, что не хочет убивать Мугэна, потому что видит в нём своего друга, и тот соглашается, к большому облегчению Фуу. Пока Мугэн и Дзин восстанавливались, от выжившего соратника отца Фуу узнала, что тот был одним из лидеров христианского восстания, и намеренно оставил жену и дочь, чтобы помешать преследованию их охотниками сёгуната. У развилки трёх дорог Фуу признаётся спутникам, что в самом начале путешествия солгала им, когда подбрасывала монетку (если выпалет орёл - Мугэн с Дзином могут сражаться между собой, а если выпадет решка - пойдут вместе с Фуу). После этого Фуу прощается с парнями, и каждый идёт своей дорогой. | |                   |                   |                       |